# Gadomus filamentosus
Gadomus filamentosus är en fiskart som först beskrevs av Smith och Lewis Radcliffe 1912.  Gadomus filamentosus ingår i släktet Gadomus och familjen skolästfiskar. Inga underarter finns listade i Catalogue of Life.